# Marijinska palača
Marijinska palača (ukrajinsko Маріїнський палац, latinizirano: Marijins'kyj palac) je uradna rezidenca predsednika Ukrajine. Elizabetinska baročna palača stoji na desnem bregu reke Dneper v Kijevu v Ukrajini, poleg neoklasicistične stavbe Vrhovne rade, parlamenta Ukrajine.

## Zgodovina
Palača je bila zgrajena po ukazu ruske carice Elizavete Petrovne leta 1744; njen arhitekt je bil Francesco Bartolomeo Rastrelli, najuglednejši arhitekt, ki je deloval v tistem času v Ruskem carstvu. Eden od Rastrellijevih učencev, Ivan Mičurin, je skupaj s skupino drugih arhitektov leta 1752 dokončal palačo. Carica Elizabeta pa ni dočakala dokončanja palače; prvi višji član cesarske družine, ki je ostal v palači, je bila nečakinja carice Elizabete, carica Katarina II., ki je obiskala Kijev leta 1787. V poznem 18. in zgodnjem 19. stoletju je bila palača glavna rezidenca generalnih guvernerjev.
V začetku 19. stoletja je palača pogorela v nizu požarov in je bila skoraj pol stoletja v popolnem razsulu in zapuščena. Leta 1870 je car Aleksander II. Ruski dal palačo rekonstruirati arhitektu Konstantinu Majevskemu, pri čemer je kot vodilo uporabil stare risbe in akvarele. Nato so jo preimenovali po vladajoči carici Mariji Aleksandrovni. Po njeni želji so ob južni strani palače uredili velik park. Palača je bila do leta 1917 uporabljena kot rezidenca za obiske članov carske družine.
V letih ruske državljanske vojne 1917–1920 je bila palača uporabljena kot sedež kijevskega revkoma (revolucionarnega komiteja), zlasti med kijevskim boljševiškim uporom. V 1920-ih je stavba pripadala kmetijski šoli, kmalu zatem pa je postala muzej. Marijinska palača je bila med drugo svetovno vojno močno poškodovana, obnovljena pa je bil konec 1940-ih. Druga večja obnova je bila zaključena v zgodnjih 1980-ih letih.

### Moderna rezidenca
Junija 2007 se je začela rekonstrukcija palače, ki naj bi bila končana do leta 2011, vendar je leta 2017 še vedno trajala. Predsednik Volodimir Zelenski je 5. aprila 2022 napovedal, da se bo Bela dvorana Marijinske palače, kjer državni vrh sprejema voditelje tujih držav, imenovala Bela dvorana junakov Ukrajine, tistim, ki so prejeli naziv heroj Ukrajine, bodo podeljene tukaj.

## V popularni kulturi
V Marijinski palači je bil avgusta 2021 posnet glasbeni video za pesem »Naatu Naatu« iz indijskega filma RRR. Pesem je leta 2022 prejela zlati globus za najboljšo izvirno pesem in 95. oskarja za najboljšo izvirno pesem.

## Galerija
- Pogled na zadnji del palače z njenih vrtov
- V notranjosti. Predsednik Kučma se pogovarja s predsednikom ZDA Clintonom. 5. junij 2000
- Uradni obisk dednega princa Aloisa Lihtenštajnskega v Kijevu junija 2018
- Palača je obdana z zapletenimi železnimi ograjami
- Marijinska palača leta 1911
- Marijinska palača leta 1888
- Ameriški predsednik Joe Biden z ukrajinskim predsednikom Volodimirjem Zelenskim v Kijevu, 20. februar 2023